# Puma pardoides
La pantera de Owen (Puma pardoides) es una especie extinta de mamífero carnívoro de la familia de los félidos. Durante largo tiempo fue considerado como una especie primitiva de leopardo (perteneciente al género Panthera). La investigación reciente ha mostrado que Panthera pardoides es realmente la misma especie que Panthera schaubi, el cual probablemente no pertenece a los panterinos, sino que debería ser clasificado como Puma pardoides.

## Descripción
Panthera schaubi o Viretailurus schaubi fue considerado históricamente como un miembro basal del género Panthera. Las investigaciones posteriores indica que el género Viretailurus debería ser incluido en el género moderno Puma, como sinónimo más moderno de Puma pardoides. Los fósiles de este felino del tamaño de un leopardo datan de hace 2 millones de años y fueron hallados en Francia. La especie apareció en el Plioceno final en Europa, teniendo una distribución paleártica durante el Pleistoceno medio y originando posiblemente al actual puma (Puma concolor).